# Kloroplasztisz

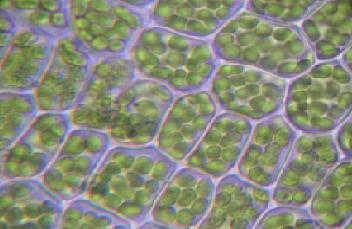
Növényi sejtek láthatók kloroplasztiszokkal

A kloroplasztiszok a fotoszintézist végző növényi és eukarióta algasejtekben található sejtszervecskék.

## Gyakorisága
Számos alga és néhány virágos növény sejtenként csupán egy-két kloroplasztiszt tartalmaz; többségükben a számuk 75–125 között változik.

## Szerkezet
A kloroplasztisz a plasztiszok csoportjába tartozik, melyek fotoszintetikus pigmenteket, klorofillokat és karotinoidokat tartalmaznak.
A 2–10 mikrométer közötti átmérőjű kloroplasztiszokat kettős membránréteg határolja. A külső réteg az endoplazmatikus retikulumból származik, a belső viszont a bekebelezett baktérium (endoszimbionta elmélet) sejtmembránjaiból származtatható, melynek szerkezete speciális, ún. tilakoid membrán.
A kifejlett zöld kloroplasztiszokban található gránumok felcsavarodott kettős membránok (gránumtilakoidok), amelyeknek a szerkezete leginkább pénzérmék vagy zsetonok oszlopához hasonlítanak. A gránumok egyenként 2-3, de akár 100 egymásra halmozott tilakoid membránt is tartalmazhatnak.
Minden kloroplasztiszban 40-60 gránum található, melyeket a tilakoid membránból kialakult karok kapcsolnak össze.

Mindazon fehérjék és pigmentek, melyek a fotoszintetikus folyamatokat ellátják, a tilakoid membránrendszer részét képezik.

A tilakoidokat körülvevő alapállományt sztrómának nevezzük, ami a mitokondrium mátrixával mutat analógiát. A sztrómában keményítőszemcsék, olajcseppek és enzimek találhatók.
A gránumokat összekötő tilakoidokat sztrómatilakoidnak nevezzük.
A fotoszintetikus apparátus komponensei a gránum- és a sztrómatilakoidok különböző területein helyezkednek el.

## Feladat
A kloroplasztisz a fotoszintézis helyszíne. A fotoszintézis során a zöld növények vízből és a légköri szén-dioxidból szerves vegyületet állítanak elő, továbbá molekuláris oxigént fejlesztenek.

A sztrómatilakoidok és a gránumtilakoidok szélső régiói elsősorban az I. fotokémiai rendszereket tartalmazzák, valamint citokróm-rendszereket és ATP-szintetázt (Adenozin trifoszfát).

A gránumok belsejében vannak a II. fotokémiai rendszerek.

### Működés első szakasza:fényszakasz
A fotoszintézis folyamatában két alapvető pigmentrendszer működik. A fényenergia átalakítása során az 1. pigmentrendszer központi a-klorofill-molekulája a beérkező fotonról gerjesztett állapotba kerül, és lead egy elektront az elektronszállító rendszernek. Ennek tagjai – redoxifolyamatokkal kapcsolódva egymáshoz – elszállítják az elektront a NADP-molekulához, mely a víz fotolíziséből származó protonnal és az elektronnal NADPH-molekulává redukálódik.

A folyamat során a 2. pigmentrendszer fotonról gerjesztett a-klorofill-molekulája szintén lead egy elektront, amely egy – az előzőhöz hasonló – elektronszállító rendszeren keresztül elszállítódik az 1. pigmentrendszer leadott elektronjának helyére. Így egy jóval alacsonyabb energiaszintre kerülve az energiakülönbség ATP szintézisre használódik el.

A 2. pigmentrendszerből kilépő elektron is pótlódik: a víz fotolíziséből. Melléktermékként molekuláris oxigén szabadul fel.

### Működés második szakasza:sötétszakasz
Redukciós ciklusnak is nevezik, mivel itt kötődik meg a légköri szén-dioxid (pentóz-difoszfát-molekula segítségével). A keletkező molekula enzimek hatására két molekulára (glicerinsav-foszfát) bomlik. Ezek redukálódva (miközben NADPH redukálódik és ATP használódik fel) vagy köztes termékeken keresztül visszaalakulnak pentóz-foszfát-, majd pentóz-difoszfát-molekulává, vagy glükóz-foszfát-molekulává kapcsolódnak össze, mely kiindulási alapja a glükóz mellett a keményítő és a cellulóz szintézisének is.

## Kleptoplasztia
A Sacogolossákhoz tartozó egyes tengeri csigák, mint például a Costasiella kuroshimae az elfogyasztott algákból sejtszinten bekebelezett kloroplasztiszok segítségével gyakorlatilag „fotoszintetizálnak”. Ez a folyamat a kleptoplasztia, mely során az alga részlegesen emésztődik meg, a kloroplasztiszok sértetlenek maradnak. Ezek segítségével a csigák akár hónapokon keresztül hasznát vehetik a fotoszintézisnek.